# Quân đoàn 1, Quân đội nhân dân Việt Nam

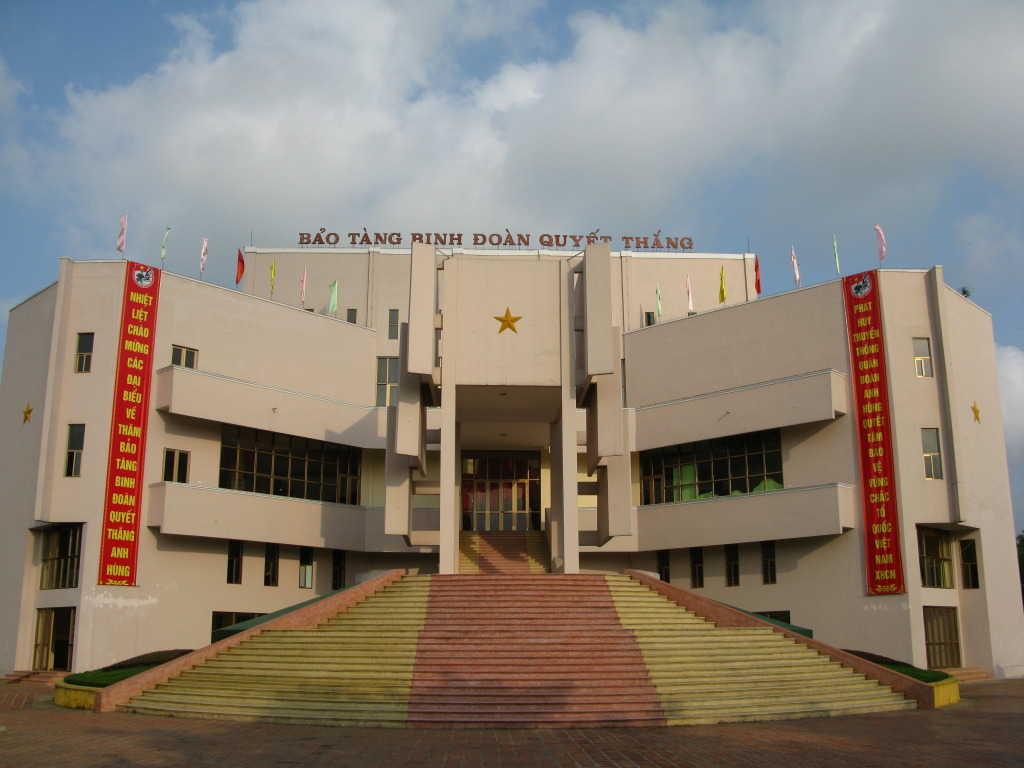
Bảo tàng quân đoàn 1 thành phố Tam Điệp, Ninh Bình

Quân đoàn 1, còn có tên hiệu là Binh đoàn Quyết thắng, từng là một quân đoàn của Quân đội nhân dân Việt Nam từ tháng 10 năm 1973 đến tháng 12 năm 2023. Đây là đơn vị cấp quân đoàn thực thụ đầu tiên của Quân đội nhân dân Việt Nam, được thành lập ngày 24 tháng 10 năm 1973 tại Ninh Bình. Vào cuối Chiến dịch Hồ Chí Minh, Quân đoàn 1 là đơn vị đánh chiếm Bộ Tổng tham mưu Quân lực Việt Nam Cộng hòa, góp phần làm nên Sự kiện 30 tháng 4 năm 1975. Cuối năm 2023, Quân đoàn 1 và Quân đoàn 2 hợp lại thành Quân đoàn 12.

## Lịch sử

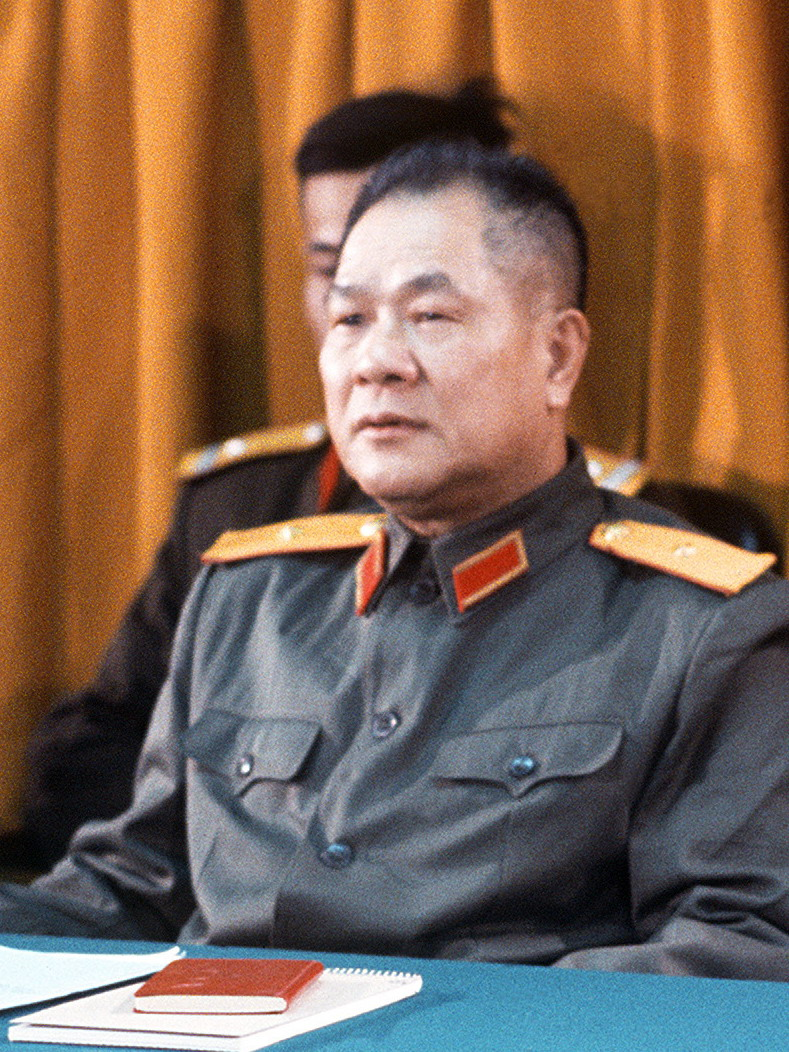
Thiếu tướng Lê Quang Hòa, chính ủy đầu tiên của Quân đoàn 1.

Năm 1972, sau đợt tập kích đường không trong Chiến dịch Linebacker II, Hoa Kỳ phải ký Hiệp định Paris 1973, theo đó năm 1973 Hoa Kỳ phải rút toàn bộ quân đội ở miền Nam Việt Nam về nước. Cùng lúc đó, tình hình quân sự tại Quân khu 4 của Quân đội nhân dân Việt Nam cũng đang bất lợi. Quân ủy Trung ương Việt Nam điều động một vài sư đoàn đang bị tổn thất nặng rút về phía Bắc để củng cố.
Tháng 10 năm 1973 Quân ủy Trung ương và Bộ Quốc phòng đề nghị Bộ Chính trị Ban Chấp hành Trung ương Đảng đã phê chuẩn việc thành lập các quân đoàn chủ lực. Theo đó, ngày 24 tháng 10 năm 1973, tướng Võ Nguyên Giáp – Ủy viên Bộ Chính trị, Bí thư Quân ủy Trung ương, Phó Thủ tướng Chính phủ kiêm Bộ trưởng Bộ Quốc phòng Việt Nam ký quyết định số 142/QĐ–QP thành lập Quân đoàn 1 đóng quân trên địa bàn thị trấn Tam Điệp, huyện Yên Mô, tỉnh Ninh Bình. Ban chấp hành Đảng bộ gồm 7 ủy viên, do Lê Quang Hoà làm bí thư, Lê Trọng Tấn làm tư lệnh quân đoàn, phó bí thư và Hoàng Minh Thi ủy viên thường vụ.

## Quá trình phát triển
Theo quyết định của Bộ Quốc phòng, cơ cấu tổ chức của Quân đoàn gồm: Bộ Tư lệnh Quân đoàn. Ba cơ quan quân đoàn: Bộ Tham mưu, Cục Chính trị, Cục Hậu cần. Các đơn vị khi thành lập: Sư đoàn 308 Bộ binh, Sư đoàn 312 Bộ binh, Sư đoàn 320B Bộ binh (sau đổi thành Sư đoàn 390), Sư đoàn 367 Phòng không, Lữ đoàn 202 Tăng–Thiết giáp, Lữ đoàn 45 Pháo binh, Lữ đoàn 299 Công binh và Trung đoàn 140 Thông tin.
Ngày 15 tháng 3 năm 1975, Quân đoàn 1 được lệnh di chuyển vào miền Nam Việt Nam sẵn sàng tham chiến. Trừ sư 308 ở lại miền Bắc Việt Nam làm nhiệm vụ phòng thủ phía bắc, toàn bộ quân đoàn vượt 1.789 km từ Bắc vào Nam theo đường Trường Sơn: tuyến Quốc lộ 1 – Đường 9 – qua Lao Bảo sang lãnh thổ Lào – về Kon Tum theo đường 14 qua Buôn Mê Thuột, đến ngày 14 tháng 4 năm 1975 vào đến Đồng Xoài – Phước Long chuẩn bị cho trận đánh cuối cùng. Trong Chiến dịch Hồ Chí Minh, Quân đoàn 1 nhận nhiệm vụ từ bàn đạp Sông Bé, tấn công từ phía Bắc Sài Gòn, bao vây tiêu diệt đối phương ở Phú Lợi, Bến Cát, Bình Dương, Lai Khê, Tân Uyên; ngăn chặn Sư đoàn 5 Bộ binh Quân lực Việt Nam Cộng hòa rút về nội đô và vô hiệu hóa đơn vị này; tấn công đánh chiếm Bộ Tổng tham mưu Quân lực Việt Nam Cộng hòa, các bộ tư lệnh binh chủng ở quận Gò Vấp, tỉnh Gia Định; tổ chức một lực lượng tấn công hợp điểm với các quân đoàn khác tại Dinh Độc Lập Do phải hành quân gấp từ miền Bắc vào bằng mọi phương tiện thủy, bộ và đường không. Quân đoàn 1 bắt đầu tấn công chậm một ngày so với các đơn vị khác.
Ngày 29/11/2023, tại Ninh Bình, Bộ Quốc phòng tổ chức hội nghị tiếp nhận nguyên trạng các cơ quan, đơn vị thuộc Quân đoàn 1, Quân đoàn 2 và Phân viện 5 (Bệnh viện 7, Quân khu 3) về Quân đoàn 12.

## Lãnh đạo hiện nay
(Đã kết thúc hoạt động)
- Tư lệnh:
- Chính ủy:
- Tham mưu trưởng:
- Phó Tư lệnh:
- Phó Tư lệnh:
- Phó Chính ủy:

## Tổ chức bộ máy

### Cơ quan trực thuộc
- Văn phòng
- Thanh tra
- Phòng Tài chính
- Phòng Khoa học Quân sự
- Phòng Thông tin Khoa học Quân sự
- Phòng Điều tra Hình sự
- Bộ Tham mưu[9]
- Cục Chính trị[10]
- Cục Hậu cần
- Cục Kỹ thuật[11]

### Đơn vị trực thuộc Quân đoàn
- Sư đoàn Bộ binh 308 (Đoàn B08 Đoàn Quân Tiên Phong) tại Xuân Mai, Chương Mỹ, Hà Nội.[12]
- Sư đoàn Bộ binh 312 (Đoàn B12 Đoàn Chiến Thắng) tại Phổ Yên, Thái Nguyên.[13]
- Sư đoàn Bộ binh 390 (Đoàn B90 Đoàn Đồng Bằng) tại Bỉm Sơn, Thanh Hóa.
- Lữ đoàn Pháo binh 368 (Đoàn B68) tại Bỉm Sơn, Thanh Hóa.[14]
- Lữ đoàn Phòng không 241 (Đoàn H41) tại Quỳnh Lưu, Nho Quan, Ninh Bình.[15]
- Lữ đoàn Công binh 299 (Đoàn H99) tại Yên Thủy, Hòa Bình.[16]
- Trường Quân sự Quân đoàn 1 tại Tam Điệp, Ninh Bình.[17]
- Trường Trung cấp nghề số 14 tại Tam Điệp, Ninh Bình.[18]

Trước đây, trong biên chế của Quân đoàn 1 còn có Lữ đoàn tăng - thiết giáp 202. Nhưng từ ngày 31/7/2023, lữ đoàn này được điều chuyển nguyên trạng về Binh chủng Tăng - Thiết giáp).

### Đơn vị trực thuộc Cục
- Tiểu đoàn Trinh sát đặc nhiệm 701 (Bộ Tham mưu).
- Tiểu đoàn Cảnh vệ 702 (Bộ Tham mưu).[20]
- Tiểu đoàn Trinh sát pháo binh 703 (Bộ Tham mưu).
- Tiểu đoàn Hóa học 21 (Bộ Tham mưu).[9]
- Tiểu đoàn Thông tin 140 (Bộ Tham mưu).
- Bảo tàng Binh đoàn Quyết Thắng (Cục Chính trị).[21]
- Tiểu đoàn Vận tải 752 (Cục Hậu cần).
- Kho K54 (Cục Hậu cần).
- Bệnh xá cơ quan (Cục Hậu cần)[22] tại Tam Điệp, Ninh Bình.
- Tiểu đoàn Kho K256 (Cục Kỹ thuật).[11][23]
- Tiểu đoàn 879 (Cục Kỹ thuật).[24]

## Thành tích
- Đơn vị Anh hùng Lực lượng vũ trang nhân dân (1985).
- Huân chương Quân công hạng Nhất (2008)
- Trong binh đoàn có 55 tập thể và 46 cán bộ, chiến sĩ được trao tặng danh hiệu Anh hùng Lực lượng vũ trang nhân dân; binh đoàn và 2 tập thể được tặng thưởng Huân chương Hồ Chí Minh; 1 tập thể được tặng thưởng Huân chương Độc lập; 302 tập thể và cá nhân được tặng thưởng Huân chương Quân công và hơn 1.000 tập thể, cá nhân được tặng thưởng Huân chương Chiến công cùng nhiều phần thưởng khác.[25]

## Chỉ huy, lãnh đạo qua các thời kỳ

### Tư lệnh
| TT | Họ tên Năm sinh–năm mất        | Thời gian đảm nhiệm | Cấp bậc tại nhiệm                                         | Chức vụ cuối cùng                                                                                    | Ghi chú                                              |
| -- | ------------------------------ | ------------------- | --------------------------------------------------------- | --- | ---------------------------------------------------- |
| 1  | Lê Trọng Tấn (1914–1986)       | 1973–1974           | Thiếu tướng (1961) Trung tướng (1974)                     | Đại tướng (1984) Tổng tham mưu trưởng                                                                | Tư lệnh đầu tiên, Phó Tổng tham mưu trưởng kiêm chức |
| 2  | Nguyễn Hòa (1927–2014)         | 1974–1979           | Thiếu tướng (1974)                                        | Trung tướng (1980), quyền Chủ nhiệm Ủy ban Kinh tế Kế hoạch và Ngân sách Quốc hội khóa VIII          |                                                      |
| 3  | Lê Nam Phong (1927–2022)       | 1979–1983           | Thiếu tướng (1984)                                        | Trung tướng (1988), Hiệu trưởng Trường Sĩ quan Lục quân 2 (1987–1997)                                |                                                      |
| 4  | Nguyễn Kiệm (1934–)            | 1983–1988           | Thiếu tướng (1984)                                        | Trung tướng (1992) Chánh Thanh tra Bộ Quốc phòng (1992–1999)                                         |                                                      |
| 5  | Nguyễn Huy Hiệu (1947–)        | 1988–1995           | Thiếu tướng (1987) Trung tướng (1995)                     | Thượng tướng (2003) Thứ trưởng Bộ Quốc phòng (1998–2011)                                             | Anh hùng Lực lượng vũ trang nhân dân (1973)          |
| 6  | Đỗ Trung Dương (1946–)         | 1995–1997           | Thiếu tướng (1995)                                        | Trung tướng (2002) Phó Tổng Tham mưu trưởng (1997–2006)                                              |                                                      |
| 7  | Nguyễn Khắc Nghiên (1951–2010) | 1997–1998           | Thiếu tướng (1997)                                        | Trung tướng (2002), Thượng tướng (2007) Tổng tham mưu trưởng (2006–2010)                             |                                                      |
| 8  | Nguyễn Xuân Sắc                | 1998–2002           | Đại tá                                                    | Thiếu tướng, Phó Giám đốc Học viện Chính trị.                                                        | [ 26 ]                                               |
| 9  | Phan Khuê Tảo (1950–)          | 2002–2004           | Thiếu tướng (2002)                                        | Chuẩn đô đốc Phó Tư lệnh Quân chủng Hải quân (2004–2010)                                             | [ 27 ]                                               |
| 10 | Nguyễn Quốc Khánh (1956–)      | 2004–2005           | Thiếu tướng (2004)                                        | Trung tướng (2008) Phó Tổng tham mưu trưởng (2009–2016)                                              |                                                      |
| 11 | Tô Đình Phùng (1955–2020)      | 2005–2007           | Thiếu tướng (2005)                                        | Trung tướng (2010) Cục trưởng Cục Quân huấn (2007–2010) Phó Giám đốc Học viện Quốc phòng (2010–2015) |                                                      |
| 12 | Trần Quốc Phú (1953–)          | 2007–2009           | Thiếu tướng (2007)                                        | Trung tướng (2011) Hiệu trưởng Trường Đại học Trần Quốc Tuấn (2009–2013)                             |                                                      |
| 13 | Trần Anh Vinh (1954–)          | 2009–2010           | Thiếu tướng (2009)                                        | Trung tướng (2013) Cục trưởng Cục Tác chiến (2010–2014)                                              |                                                      |
| 14 | Phan Văn Giang (1960–)         | 2010–2011           | Thiếu tướng (2009)                                        | Đại Tướng (2021) Tư lệnh Quân khu 1 (2014–2016) Bộ trưởng Bộ Quốc Phòng (2021–nay)                   |                                                      |
| 15 | Nguyễn Tân Cương (1966–)       | 2011–2013           | Thiếu tướng (2012)                                        | Thượng Tướng (2021) Tư lệnh Quân khu 4 (11.2014–11.2018) Tổng tham mưu trưởng (2021–nay)             |                                                      |
| 16 | Trần Việt Khoa (1965–)         | 2013–2015           | Thiếu tướng (2013) Trung tướng (2017) Thượng tướng (2021) | Giám đốc Học viện Quốc phòng (2016–nay)                                                              | [ 28 ]                                               |
| 17 | Trần Duy Giang                 | 2015–1.2018         | Thiếu tướng (2016) Trung tướng (2020)                     | Chủ nhiệm Tổng cục Hậu cần (2017–nay)                                                                | [ 29 ]                                               |
| 18 | Doãn Thái Đức (1966–)          | 1.2018– 4.2020      | Thiếu tướng (2018) Trung tướng (2022)                     | Cục trưởng Cục Cứu Hộ– Cứu nạn Bộ Tổng tham mưu (2020)                                               | [ 30 ]                                               |
| 19 | Đỗ Minh Xương                  | 4.2020–12.2021      | Thiếu tướng (2020)                                        | Giám đốc Học viện Lục Quân Đà Lạt                                                                    |                                                      |
| 20 | Trương Mạnh Dũng               | 12.2021– 12.2023    | Thiếu tướng (2022)                                        | |                                                      |

### Chính ủy, Phó tư lệnh Chính trị
| TT | Họ tên Năm sinh–năm mất    | Thời gian đảm nhiệm | Cấp bậc tại nhiệm                                         | Chức vụ cuối cùng | Ghi chú                                                       |
| -- | -------------------------- | ------------------- | --------------------------------------------------------- | --- | ------------------------------------------------------------- |
| 1  | Lê Quang Hòa (1914–1993)   | 1973–1974           | Thiếu tướng (1959) Trung tướng (1974)                     | Thượng tướng (1986), Thứ trưởng Bộ Quốc phòng Việt Nam kiêm Tổng thanh tra Quân đội                                                                             | Chính ủy đầu tiên, Phó Chủ nhiệm Tổng cục Chính trị kiêm chức |
| 2  | Hoàng Minh Thi (1922–1981) | 1974–1979           | Thiếu tướng (1974)                                        | Thiếu tướng, Tư lệnh Quân khu 4 |                                                               |
| 3  | Đỗ Mạnh Đạo (1929–2006)    | 1980–1982           | Đại tá                                                    | Trung tướng (1989) Phó Tư lệnh về Chính trị Quân khu 3 (1985–1993)                                                                                              |                                                               |
| 4  | Đỗ Trường Quân             | 1982–1984           | Thiếu tướng                                               | Phó Tư lệnh Chính trị, Quân đoàn 1 |                                                               |
| 5  | Hoàng Ngọc Chiêu           | 1988–1993           | Thiếu tướng                                               | Phó Tư lệnh Chính trị, Quân đoàn 1 Cục trưởng Cục Chính trị BTĐU Bộ Tổng Tham mưu (1995 - 2000) Chính ủy Học viện Hậu cần(2000-2004)                            |                                                               |
| 6  | Vũ Xuân Sinh               | 1993–1995           | Thiếu tướng                                               | Hệ trưởng Hệ Quốc phòng (Học viện Quốc phòng) |                                                               |
| 7  | Nguyễn Đức Sơn (1946–)     | 1995–2000           | Thiếu tướng (1996) Trung tướng (2004)                     | Cục trưởng Cục Chính trị (2000–2006) |                                                               |
| 8  | Ngô Lương Hanh (1950–)     | 2000–2004           | Thiếu tướng (2000) Trung tướng (2006)                     | Chính ủy Học viện Hậu cần (2004–2010) |                                                               |
| 9  | Mai Quang Phấn (1953–)     | 2004–2005           | Thiếu tướng (2006) Trung tướng(2010) Thượng tướng (2014)  | Chính ủy Quân khu 4 (2005–2012) Phó Chủ nhiệm Tổng cục chính trị (2012–2016)                                                                                    |                                                               |
| 10 | Đỗ Đức Tuệ (1954–)         | 2005–2007           | Thiếu tướng (2006) Trung tướng(2011)                      | Chính ủy Học viện Quốc phòng(2009–2014) |                                                               |
| 11 | Nguyễn Văn Động (1954–)    | 2007–2008           | Thiếu tướng (2007) Trung tướng (2011)                     | Cục trưởng Cục Cán bộ (2008–2014) |                                                               |
| 12 | Mai Văn Lý (1955–)         | 2008–2014           | Thiếu tướng (2008) Trung tướng (2014)                     | Phó Chủ nhiệm Ủy ban kiểm tra Quân ủy Trung ương (2014–2015) |                                                               |
| 13 | Lương Đình Hồng (1963–)    | 2014–2015           | Thiếu tướng (2014) Trung tướng (2019) Thượng tướng (2022) | Trung tướng (2018) Phó Chủ nhiệm UBKT Quân ủy Trung ương (2015–2017) Chính ủy Trường Đại học Trần Quốc Tuấn (2017–2018) Chính ủy Học viện Quốc phòng (2018–nay) |                                                               |
| 14 | Nguyễn Văn Bổng (1966–)    | 2015–2016           | Thiếu tướng (2015) Trung tướng (2019)                     | Cục trưởng Cục Tổ chức (2016–2017) Chánh Văn phòng Bộ Quốc phòng (2017–1.2020) Chính ủy Quân chủng Hải quân (1.2020-nay)                                        |                                                               |
| 15 | Đỗ Văn Thiện (1966–)       | 2016–2018           | Thiếu tướng (2016) Trung tướng (2020)                     | Chính ủyTrườngLục quân 1 (2018–12.2019) Chính ủy Tổng cục Hậu cần (12.2019-nay)                                                                                 |                                                               |
| 16 | Nguyễn Văn Hùng(1968)      | 2018–2019           | Thiếu tướng (2018) Trung tướng (2022)                     | Chính ủy Học viện Hậu cần (2019–2022) Phó Chủ nhiệm UBKT Quân ủy (2022-nay)                                                                                     |                                                               |
| 17 | Nguyễn Đức Hưng(1970-)     | 2019–nay            | Thiếu tướng (2021)                                        | |                                                               |

### Phó Tư lệnh kiêm Tham mưu trưởng
| TT | Họ tên Năm sinh–năm mất         | Thời gian đảm nhiệm | Cấp bậc tại nhiệm  | Chức vụ cuối cùng                                                                  | Ghi chú |
| -- | ------------------------------- | ------------------- | ------------------ | ---------------------------------------------------------------------------------- | ------- |
| 1  | Hoàng Đan (1928– 2003)          | 1973–1974           | Đại tá (1973)      | Thiếu tướng (1977), Cục trưởng Cục Khoa học công nghệ và môi trường, Bộ Quốc phòng |         |
| 2  | Đỗ Trung Dương (1945–2020)      | 1987–1993           | Đại tá             | Trung tướng (2002), Phó Tổng tham mưu trưởng Quân đội nhân dân Việt Nam            |         |
| 3  | Phùng Quang Thanh (1949–2021)   | 1991                | Đại tá             | Đại tướng (2007), Bộ trưởng Bộ Quốc phòng                                          |         |
| 4  | Nguyễn Khắc Nghiên (1951– 2010) | 1996–1997           | Đại tá             | Thượng tướng (2007), Tổng Tham mưu trưởng Quân đội nhân dân Việt Nam               |         |
| 5  | Trần Anh Vinh (1954–)           | 2007–2008           | Đại tá             | Trung tướng, Cục trưởng Cục Tác chiến Bộ Tổng tham mưu                             |         |
| 6  | Phan Văn Giang (1960–)          | 2008–2010           | Đại tá             | Thượng tướng, Tổng Tham mưu trưởng Quân đội nhân dân Việt Nam                      |         |
| 7  | Nguyễn Tân Cương (1967–)        | 2010–2011           | Đại tá             | Trung tướng, Phó Tổng Tham mưu trưởng                                              |         |
| 8  | Trần Việt Khoa (1965– )         | 2011–2013           | Đại tá             | Giám đốc Học viện Quốc phòng (Việt Nam) (2016–nay)                                 |         |
| 9  | Trần Duy Giang (1966–)          | 2013–2015           | Đại tá             | Tư lệnh Quân đoàn 1 (2015–112.2017) Chủ nhiệm Tổng cục Hậu cần (1.2018–nay)        |         |
| 10 | Doãn Thái Đức (1966–)           | 2015–2018           | Đại tá             | Tư lệnh Quân đoàn 1 (2018–nay)                                                     |         |
| 11 | Đỗ Minh Xương                   | 2018– 4.2020        | Đại tá             |                                                                                    |         |
| 12 | Trương Mạnh Dũng                | 4.2020- 12.2021     | Thiếu tướng (2022) |                                                                                    |         |
| 13 | Nguyễn Trung Hiếu               | 01.2022- nay        |                    |                                                                                    |         |

### Các tướng lĩnh khác
- 1979–1986, Đào Đình Sung, Thiếu tướng (1985), nguyên Phó Tư lệnh quân đoàn, Phó Giám đốc Học viện Quốc phòng.